# Motoscafo Armato Silurante

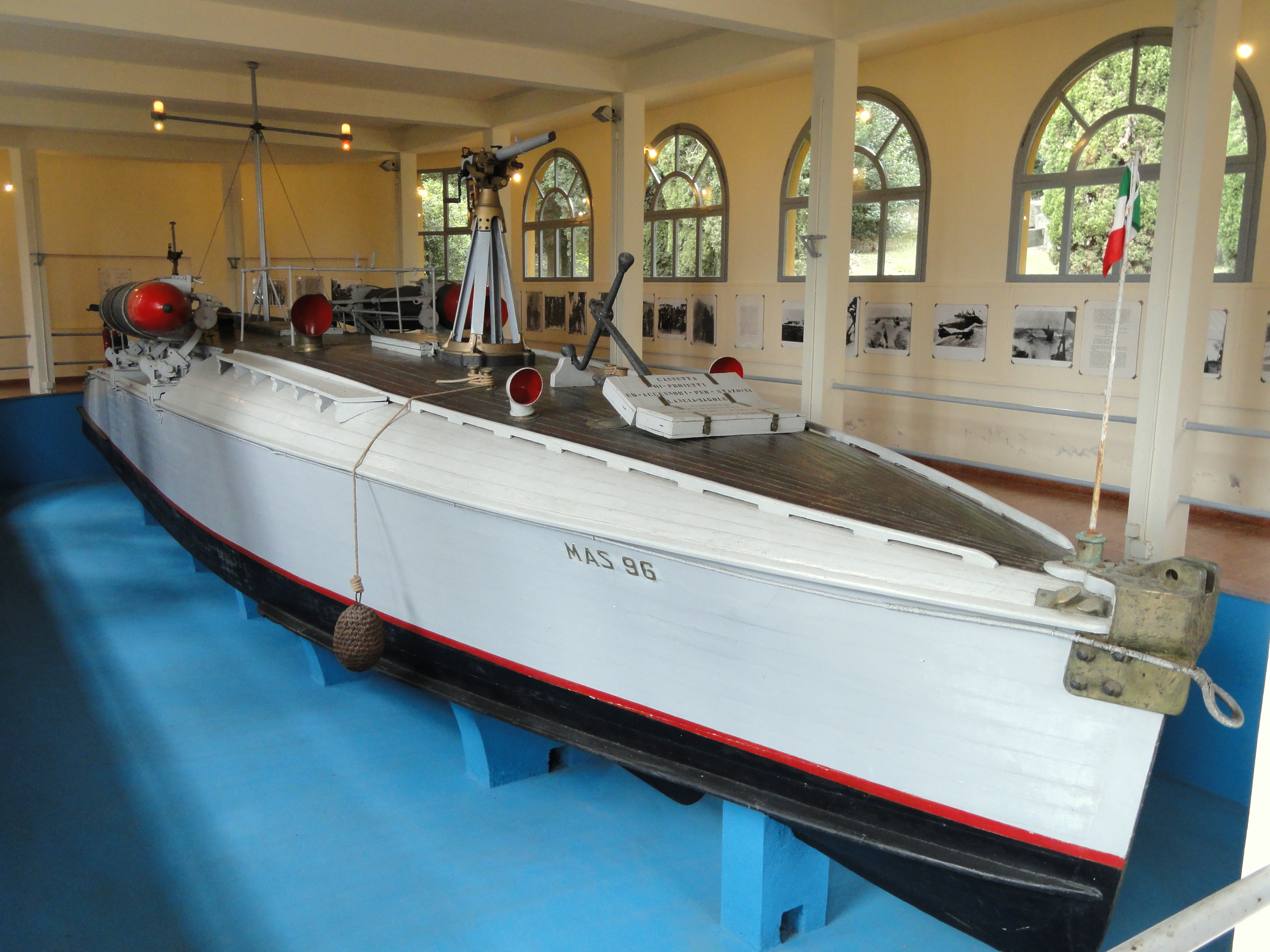
MAS-96 im Museum Vittoriale degli italiani

Das Motoscafo Armato Silurante, üblicherweise abgekürzt zu MAS, war ein kleines, schnelles und mit Torpedos bewaffnetes Motorboot der italienischen Marine (Regia Marina) vom Ersten bis zum Zweiten Weltkrieg. Die Bezeichnung "MAS" stand ursprünglich für Motobarca Armata SVAN ("Bewaffnetes Motorboot SVAN"), wobei SVAN wiederum die Società Veneziana Automobili Navali, die Hersteller der ersten derartigen Boote, bezeichnete. Bereits im Ersten Weltkrieg setzte die italienische Marine MAS in größerer Zahl ein. Bei Kriegsende waren 244 MAS in Dienst. Ihr Design beruhte auf dem ziviler Motorboote. Sie wurden mit zuverlässigen Benzinmotoren ausgestattet und zur Sicherung gegen U-Boote und für waghalsige Angriffe auf Schiffe der österreichischen Marine eingesetzt. Auch im Zweiten Weltkrieg wurden noch bis 1941 MAS-Boote gebaut und bis 1943 eingesetzt.

## Technische Entwicklung
Die Entwicklung der in Italien als MAS bezeichneten Boote begann bereits vor dem Ersten Weltkrieg. Anfangs waren es Motorboote von kaum mehr als 10 Tonnen, die mit zwei Torpedos (ohne Rohre) und einem oder mehreren Maschinengewehren bewaffnet waren. Die Besatzung bestand aus etwa sieben oder acht Mann. Im Laufe der Jahre wurden die Boote allmählich größer, insbesondere um ihre Seetüchtigkeit und Reichweite zu verbessern. Die im letzten Jahr des Ersten Weltkriegs gebauten Boote des Typs Baglietto 12t waren 16 m lang und 2,66 m breit, hatten 1,1 m Tiefgang und verdrängten 13,4 Tonnen. Sie hatten zwei Motoren mit zusammen 480 PS und zwei Schrauben und erreichten eine Geschwindigkeit von 26 Knoten. Ihr Kraftstoffvorrat von 1,25 Tonnen erlaubte eine Reichweite von 230 Seemeilen bei 16 Knoten Marschgeschwindigkeit. Neben ihren beiden 45-cm-Torpedos waren sie mit einem 5,7-cm-Geschütz und einem 6,6-mm-MG bewaffnet. Bei Minenlegeaufgaben konnten sie bis zu 10 Minen transportieren. Die Besatzung bestand aus acht Mann.
Die technische Entwicklung der MAS konzentrierte sich nach dem Ende des Kriegs vor allem auf die Motoren, während das grundlegende Design prinzipiell unverändert blieb. Der von der Werft Cantieri Navali Baglietto in Varazze 1931 entwickelte Typ Baglietto 1931 hatte ein Kastendeck, war stabil, seetüchtig und manövrierfähig, und erreichte mit seinen beiden 750-PS-Benzinmotoren von Fiat und zwei Schrauben bei Testfahrten in ruhigem Wasser eine Höchstgeschwindigkeit von 45 Knoten. Das Boot war 16 m lang und 3,95 m breit, hatte 1,3 m Tiefgang und verdrängte 15,9 Tonnen. Die offizielle Höchstgeschwindigkeit der gebauten Boote betrug 41 Knoten. Mit ihrem Brennstoffvorrat von einer Tonne konnten sie bei 40 Knoten Geschwindigkeit 200 Seemeilen zurücklegen. Die Bewaffnung bestand aus zwei 45-cm-Torpedos und zwei 6,5-cm-Geschützen, die Besatzung aus sieben Mann.
Der Versuch, das Problem der Explosionsgefahr von Benzin durch den Einsatz von Dieselmotoren zu lösen, konnte nicht zufriedenstellend gelöst werden. Die Stefano Tur, als Prototyp von der Firma Costruzione Meccaniche Aeronautiche in Marina di Pisa gebaut, war mit ihren 59 t Standard bzw. 64 t maximal wesentlich größer als die bisherigen Boote und mit vier 750-PS-Dieselmotoren von Fiat ausgestattet. Das Boot war 32 m lang und 5,49 m breit und hatte 0,84 m Tiefgang. Es erreichte eine Geschwindigkeit von 34 Knoten. Der Rumpf war nicht mehr wie bei den bisherigen Booten aus Holz, sondern aus Aluminium. Die Bewaffnung bestand aus vier 45-cm-Torpedorohren, drei 13,2-mm-MG und 12 Wasserbomben. Die Motoren erwiesen sich jedoch als unzuverlässig, und das von der Marine als Patrouillenboot bzw. Torpedoboot in Dienst gestellte Boot wurde bereits 1941 abgewrackt.
Die weitere Entwicklung basierte deshalb auf der Baglietto 1931. Von 1936 bis 1941 wurden vier jeweils geringfügig verbesserte Serien (26, 25, 14 und 11 Boote) etwas größerer Boote allgemein gleichen Zuschnitts gebaut. Sie waren mit verschiedenen Varianten des vorzüglichen Motors Asso 1000 der Mailänder Firma Isotta Fraschini ausgestattet und erreichten bei voller Gefechtsbeladung 40–42 Knoten. Sie verdrängten zwischen 23 und 30 Tonnen und hatten jeweils zwei 45-cm-Torpedorohre und ein oder zwei MG der Kaliber 13,2 oder 20 mm. Die Boote des Typs Baglietto Velocissimo, zum Beispiel, waren 18 m lang und 4,78 m breit, hatten 1,56 m Tiefgang und verdrängten 24,5 Tonnen. Ihre beiden Motoren leisteten 2200 PS und ergaben eine Geschwindigkeit von 42 Knoten. Ihr Brennstoffvorrat betrug 3,2 Tonnen, und sie konnten bei Höchstgeschwindigkeit 330 Seemeilen zurücklegen. Die Bewaffnung bestand aus zwei 45-cm-Torpedorohren und einem 13,2-mm-MG, die Besatzung aus 11 Mann. Die zuletzt noch in Dienst gestellten Boote der dritten Serie der Klasse Velocissimo 500 verdrängten 29,4 t, waren mit zwei 45-cm-Torpedorohren und einem 20-mm-MG bewaffnet, schafften 43 Knoten und hatten 13 Mann Besatzung.
Die Erfahrungen in den Anfangsjahren des Zweiten Weltkriegs brachten jedoch auch die Schwächen der MAS-Boote zum Vorschein, die vor allem in der nahezu einseitigen Betonung hoher Geschwindigkeit begründet waren. Die Leichtbauweise und das Kastendeck beeinträchtigten die Seetüchtigkeit der Boote bei grobem Seegang erheblich. Als bei der Invasion von Jugoslawien im April 1941 sechs Schnellboote deutscher Fertigung des Typs S 1 in Kotor erbeutet wurden, ließ die italienische Marine bei der Werft Cantiere Riuniti dell'Adriatico (CRDA) in Monfalcone auf der Basis dieser Boote die neue Bootsklasse CRDA 60 t. bauen, die dem deutschen Modell nahezu baugleich waren und von der schon im April 1942 insgesamt 18 Boote in Dienst waren. Die Boote wurden nicht mehr als MAS, sondern als MS (Moto Siluranti = Torpedoboote) bezeichnet. Damit kam der Bau von MAS-Booten zu seinem Ende.

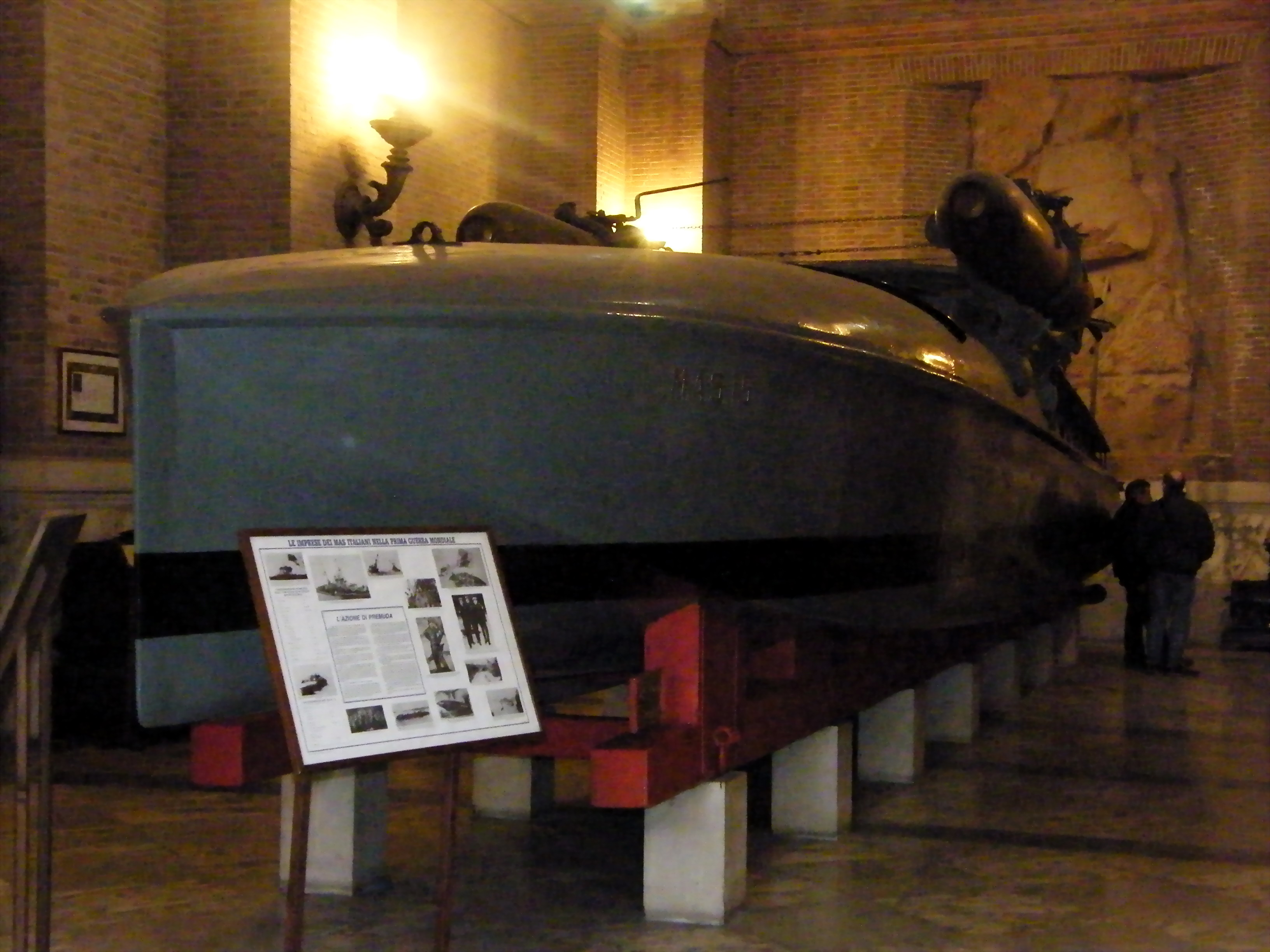
Das bei der Versenkung der SMS Szent István eingesetzte MAS 15, ausgestellt im Museum des Vittoriano in Rom

## Erster Weltkrieg
Die Boote waren hauptsächlich in der Adria eingesetzt und operierten dort gegen die österreichische k.u.k Kriegsmarine. 1918 belief sich die Anzahl der Boote in der Adria auf 75 Stück. Da die Österreicher keine ähnlichen Schnellboote hatten, wurde der Plan gefasst, in einer Kommandoaktion ein MAS zu entwenden, um es nachzubauen. Diese Operation wurde am 5. April 1918 durchgeführt. Ein Trupp unter dem Kommando eines Italienisch sprechenden k.u.k.-Offiziers gelangte mit falschen Papieren in den abgesperrten Kriegshafen in Ancona. Da die Aktion aber vorher verraten worden war, befand sich kein MAS im Hafen und alle Eindringlinge gerieten in Gefangenschaft.
Der bedeutendste Erfolg eines MAS war die Versenkung des österreichischen Schlachtschiffs Szent István am 10. Juni 1918 in der Adria vor der Insel Premuda durch MAS 15 unter dem Kommando von Luigi Rizzo. Bereits am 9./10. Dezember 1917 hatte MAS 9 ebenfalls unter dem Kommando von Rizzo im Hafen von Triest das alte Linienschiff der Monarch-Klasse Wien versenkt.

## Zweiter Weltkrieg
Auch im Zweiten Weltkrieg verzeichneten die MAS mehrere beachtliche Erfolge.
Mittelmeer
- Am 6. April 1941 torpedierte MAS 213 vor Massaua im Roten Meer den britischen Leichten Kreuzer HMS Capetown, der dabei schwer beschädigt wurde.[10]
- Am 24. Juli 1941 torpedierte MAS 532 das britische Frachtschiff Sydney Star, das schwer beschädigt noch nach Malta gelangte.[11]
- Am 26. Juli 1941 nahmen die zwei Boote MAS 451 and MAS 452 zusammen mit neun Sprengbooten M.T. und zwei bemannten Torpedos SLC der Decima MAS am fehlgeschlagenen Angriff auf den Grand Harbour von Valletta (Malta), der Operazione Malta Due, teil und gingen dabei verloren.
- Am 13. August 1942, beim konzentrierten Angriff deutscher und italienischer Luft- und Seestreitkräfte auf den britischen Konvoi Operation Pedestal, versenkten MAS 553 und MAS 564 den britischen Frachter Almeria Lakes, MAS 554 den britischen Frachter Wairangi und MAS 552 den britischen Frachter Rochester Castle. MAS 557 torpedierte den amerikanischen Frachter Santa Eliza, der von seiner Besatzung aufgegeben und dann von deutschen Bombern versenkt wurde.[12] (Die Versenkung des britischen Leichten Kreuzers Manchester beim gleichen Unternehmen wird manchmal MAS-Booten zugeschrieben, erfolgte jedoch durch einen Torpedotreffer von einem der beiden italienischen Schnellboote MS 16 oder MS 22.)

Schwarzes Meer
Auf deutschen Wunsch wurden im April/Mai 1942 mehrere MAS-Boote und andere Kleinkampffahrzeuge, zusammengefasst in der 101. Flottille, über Land von La Spezia nach Wien und von dort über die Donau ins Schwarze Meer nach Jalta und Feodosia verlegt, um den Angriff auf Sewastopol zu unterstützen. Sie mussten sich heftiger Angriffe sowjetischer Flugzeuge und Torpedoboote erwehren, erfüllten aber ihre Aufgabe. Sie versenkten nicht nur eine Anzahl sowjetischer Frachtkähne und Transportboote, sondern am 11. Juni 1942 auch den 5000-BRT-Frachter Abchasija (Абхазия) (MAS 571) und beschädigten am 13. Juni 1942 den 10,000-BRT-Frachter Fabritius (MAS 568), der danach von deutschen Stukas zerstört wurde. Am 19. Juni versenkte MAS 571 das U-Boot SHCH-214, und am 2. Juli wurde der U-Boot-Jäger SKA-021 bei einem Angriff der vier Boote MAS 570, MAS 571, MAS 572 und MAS 573 zerstört, nachdem er auf den Strand gesetzt worden war. Am 2./3. August wurde dem Kreuzer Molotow bei einem koordinierten Angriff von MAS-Booten und deutschen Heinkel He 111-Bombern durch einen Torpedo ein Teil des Hecks abgerissen; der Kreuzer konnte allerdings wieder repariert werden. Bei einem schweren Luftangriff auf den Hafen von Jalta am 9. September 1942 wurden MAS 571 und MAS 573 versenkt und MAS 567, MAS 569 and MAS 572 schwer beschädigt. Diese und weitere Verluste wurden durch die Zuführung weiterer Boote aus Italien ersetzt. Ab Oktober 1942 gestalteten die Wetterbedingungen, die sowjetische Winteroffensive und der zunehmende Mangel an Kraftstoff die deswegen seltener werdenden Einsätze der Boote immer schwieriger. Am 12. März 1943 gelang es MAS 568 und MAS 570, das sowjetische Motortorpedoboot TKA-092 zu versenken. Ab 18. April 1943, während der deutschen Gegenoffensive bei Noworossijsk, wurden sieben MAS-Boote mit den deutschen Schnellbooten der 1. Schnellboot-Flottille, bei Anapa gegen den sowjetischen Nachschubverkehr für den Brückenkopf beim Kap Myskhako (Мысхако) entlang der Küste eingesetzt, aber nach einigen erfolglosen Versuchen wurden alle Operation in diesem Abschnitt am 25. April eingestellt. Nachdem aufgrund der sowjetischen Luftüberlegenheit bereits die Basen in Feodosia und dem etwa 10 km weiter südlichen Iwan Baba aufgegeben werden mussten, fuhren die Boote am 13. Mai 1943 ihren letzten Einsatz von Jalta aus. Das italienische Marineoberkommando hatte zuvor bereits beschlossen, seine MAS-Besatzungen im Mai 1943 heimkehren zu lassen. Ihre sieben Boote wurden in einer Zeremonie am 20. Mai der Kriegsmarine übergeben, die dazu einen Teil der neuen Besatzungen in Pola und bei dem Motorenhersteller Isotta Fraschini in Mailand hatte einweisen lassen. Die Boote wurden in der 11. Schnellboot-Flottille zusammengefasst.
Ladogasee
Im Juli 1942 wurden zwei Boote, MAS 527 und MAS 528, mit Lastkraftwagen in 26 Tagen von La Spezia bis zum Ladogasee nördlich von Sankt Petersburg transportiert. Dort operierten die beiden als 12. MAS-Flottille bis zum November. Am 28. August versenkte MAS 528 einen 1000-t-Prahm, der Truppen transportierte. Ihr letzter Einsatz erfolgte am 22. Oktober, als sie sich ein Gefecht mit drei Kanonenbooten lieferten. Da der See danach zufror, wurden die beiden Boote im November der finnischen Marine übergeben, und ihre Besatzungen kehrten nach Italien zurück.